# Terapia de fluoreto

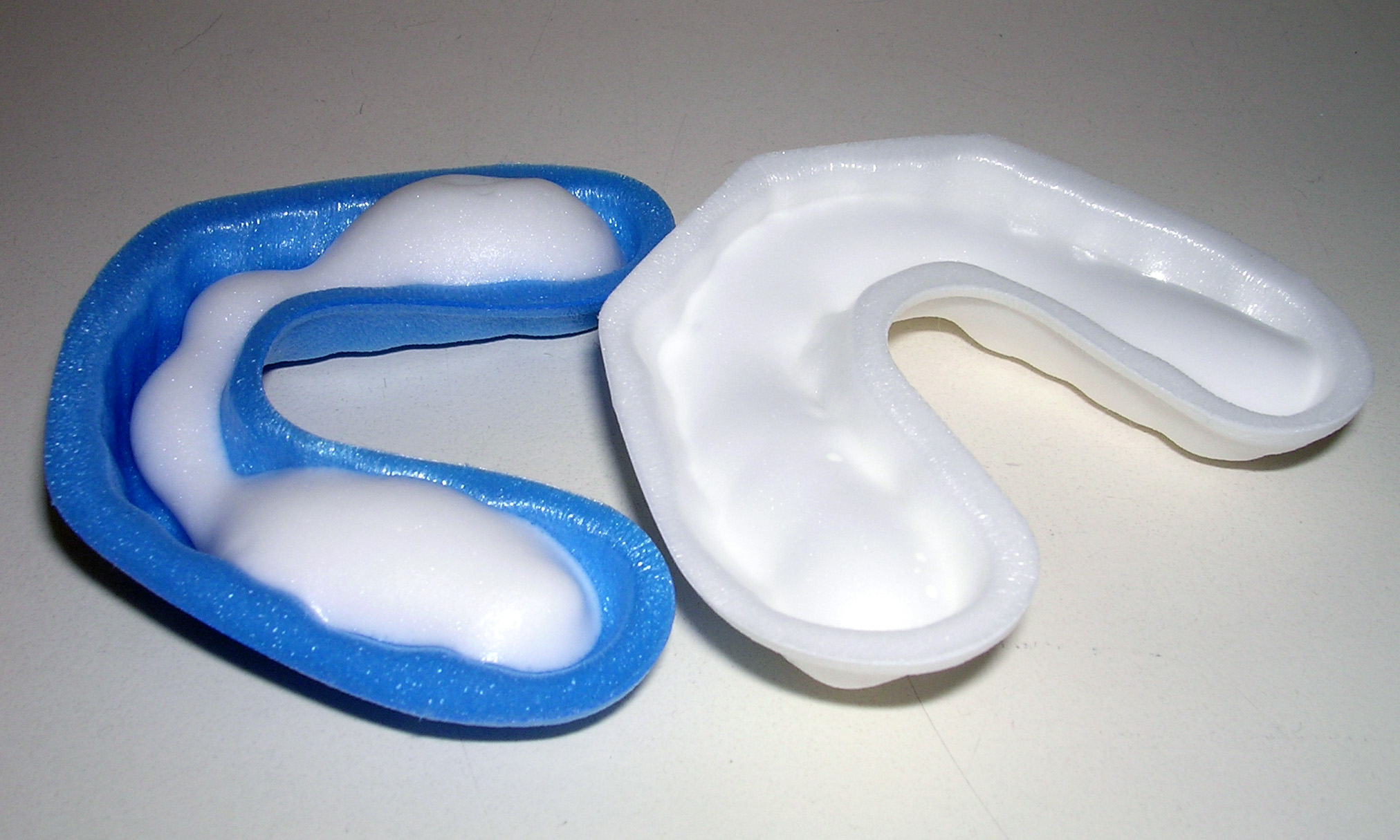
Moldeira para aplicação de flúor odontológico

Terapia de fluoreto é a utilização de fluoreto para fins médicos. Os suplementos de fluoreto são recomendados para prevenir a cárie dentária em crianças com mais de 6 meses em áreas onde a água potável é baixa em fluoreto. Ele é normalmente usado como um líquido, comprimido, ou como pasta para a boca. Onde o abastecimento de água é fluoretada mais flúor na boca normalmente não é necessário. Flúor também tem sido usado para tratar uma série de doenças ósseas.
Doses normais podem, ocasionalmente, resultar em manchas brancas nos dentes. As doses excessivas podem resultar numa coloração vermelha ou amarela nos dentes. Esta terapia, normalmente, utiliza a forma de fluoreto de sódio. O flúor aparece para diminuir a desagregação por ácidos, aumento de remineralização, e diminuir a actividade das bactérias. Acredita-se que trabalhe, principalmente, através do contacto directo com os dentes depois de eles surgiram.
O fluoreto entrou em uso, para prevenir a cárie dentária, nos anos 1940. Flúor, como o fluoreto de sódio, faz parte da Lista de Medicamentos Essenciais da Organização Mundial de Saúde, uma lista dos mais eficazes e seguros medicamentos que são necessários em um sistema de saúde. No Reino Unido, um mês típico de abastecimento custa ao SNS cerca de 0.36 libras. Também não é muito mais caro nos Estados Unidos.